# 부산알로이시오초등학교
부산알로이시오초등학교는 대한민국 부산광역시 서구에 있는 사립 초등학교이다.
2016년 중학교와 2018년 고등학교를 폐교했지만, 별개로 활용하고 있다.

## 학교 연혁
- 2010년 3월 1일: 알로이시오학교 개교

## 참고 자료
- 부산알로이시오초등학교 - 한국교육학술정보원 학교알리미